# Olympische Sommerspiele 2004/Rudern – Einer (Männer)

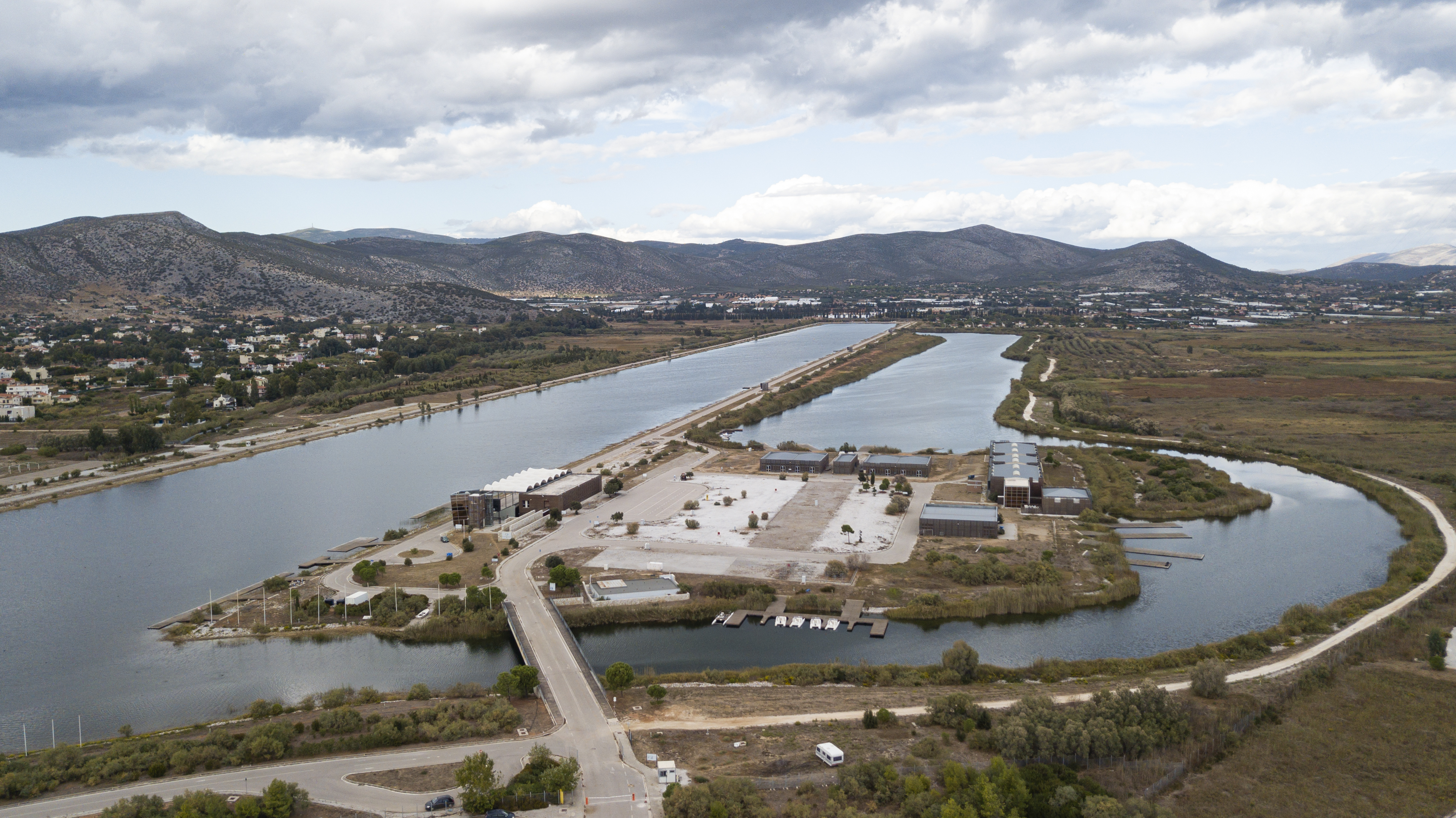
Schinias Olympic Rowing and Canoeing Centre, Marathon, Griechenland

Der Ruderwettbewerb im Einer der Männer bei den Olympischen Spielen 2004 in Athen wurde vom 14. bis zum 21. August 2004 im Schinias Olympic Rowing and Canoeing Centre ausgetragen. 29 Athleten in 29 Booten traten an.
Der Wettbewerb, der über die olympische Ruderdistanz von 2000 Metern ausgetragen wurde, begann mit sechs Vorläufen mit jeweils fünf oder vier Mannschaften. Die jeweils erstplatzierten Ruderer der Vorläufe qualifizierten sich für das Halbfinale A/B/C, während die verbleibenden 23 Boote in den Hoffnungslauf gingen. Im Hoffnungslauf qualifizierten sich die erst- und zweitplatzierten Ruderer ebenfalls für das Halbfinale A/B/C, während die verbliebenen 11 Ruderer in das Halbfinale D/E gingen.
In den drei Halbfinalläufen A/B/C qualifizierten sich die ersten beiden Ruderer für das Finale A, die Plätze 3 und 4 qualifizierten sich für das Finale B und die Plätze 5 und 6 gingen in das Finale C. In den beiden Läufen des Halbfinals D/E gelangten die ersten drei Ruderer ins Finale D, während Platz 4 bis 6 ins Finale E kamen. Im Finale am 21. August kämpften die besten sechs Ruderer um olympische Medaillen.
Die jeweils qualifizierten Ruderer sind hellgrün unterlegt.
Der Sieger der Weltmeisterschaften 2003, Olaf Tufte aus Norwegen konnte auch bei den Olympischen Spielen den Titel gewinnen.

## Titelträger
| Olympiasieger | Rob Waddell | Sydney 2000  |
| Weltmeister   | Olaf Tufte  | Mailand 2003 |

## Vorläufe
Samstag, 14. August 2004
- Qualifikationsnormen: Platz 1 -> Halbfinale A/B/C, ab Platz 2 ->Hoffnungslauf

### Vorlauf 1
| Platz | Bahn | Nation            | Athlet              | Zeit (min) | Qualifikation    |
| ----- | ---- | ----------------- | ------------------- | ---------- | ---------------- |
| 1     | 3    | Belgien           | Tim Maeyens         | 7:17,68    | Halbfinale A/B/C |
| 2     | 2    | Schweiz           | André Vonarburg     | 7:23,43    | Hoffnungslauf    |
| 3     | 5    | Hongkong          | Law Hiu Fung        | 7:28,16    | Hoffnungslauf    |
| 4     | 4    | Chinesisch Taipeh | Wang Ming-hui       | 7:29,99    | Hoffnungslauf    |
| 5     | 1    | Paraguay          | Daniel Sosa Bertoni | 7:52,50    | Hoffnungslauf    |

### Vorlauf 2
| Platz | Bahn | Nation     | Athlet         | Zeit (min) | Qualifikation    |
| ----- | ---- | ---------- | -------------- | ---------- | ---------------- |
| 1     | 3    | Tschechien | Václav Chalupa | 7:13,84    | Halbfinale A/B/C |
| 2     | 5    | Australien | Craig Jones    | 7:19,71    | Hoffnungslauf    |
| 3     | 4    | Slowenien  | Davor Mizerit  | 7:24,60    | Hoffnungslauf    |
| 4     | 2    | Ägypten    | Ali Ibrahim    | 7:36,60    | Hoffnungslauf    |
| 5     | 1    | Chile      | Óscar Vásquez  | 7:38,04    | Hoffnungslauf    |

### Vorlauf 3
| Platz | Bahn | Nation      | Athlet                 | Zeit (min) | Qualifikation    |
| ----- | ---- | ----------- | ---------------------- | ---------- | ---------------- |
| 1     | 3    | Argentinien | Santiago Fernández     | 7:22,52    | Halbfinale A/B/C |
| 2     | 2    | Österreich  | Raphael Hartl          | 7:34,61    | Hoffnungslauf    |
| 3     | 1    | Usbekistan  | Vladimir Chernenko     | 7:38,27    | Hoffnungslauf    |
| 4     | 5    | Algerien    | Mohamed Aich           | 7:41,85    | Hoffnungslauf    |
| 5     | 4    | Indien      | Paulose Pandari Kunnel | 8:00,11    | Hoffnungslauf    |

### Vorlauf 4
| Platz | Bahn | Nation         | Athlet                  | Zeit (min) | Qualifikation    |
| ----- | ---- | -------------- | ----------------------- | ---------- | ---------------- |
| 1     | 2    | Norwegen       | Olaf Tufte              | 7:12,53    | Halbfinale A/B/C |
| 2     | 3    | Großbritannien | Ian Lawson              | 7:24,01    | Hoffnungslauf    |
| 3     | 5    | Brasilien      | Anderson Nocetti        | 7:26,81    | Hoffnungslauf    |
| 4     | 4    | Peru           | Gustavo Salcedo Ramírez | 7:29,06    | Hoffnungslauf    |
| 5     | 1    | Uruguay        | Leandro Salvagno        | 7:43,91    | Hoffnungslauf    |

### Vorlauf 5
| Platz | Bahn | Nation      | Athlet            | Zeit (min) | Qualifikation    |
| ----- | ---- | ----------- | ----------------- | ---------- | ---------------- |
| 1     | 3    | Deutschland | Marcel Hacker     | 7:17,55    | Halbfinale A/B/C |
| 2     | 1    | Kuba        | Yuleidys Cascaret | 7:19,45    | Hoffnungslauf    |
| 3     | 2    | Niederlande | Dirk Lippits      | 7:21,19    | Hoffnungslauf    |
| 4     | 4    | China       | Su Hui            | 7:23,19    | Hoffnungslauf    |
| 5     | 5    | Südkorea    | Ham Jung-wook     | 7:58,43    | Hoffnungslauf    |

### Vorlauf 6
| Platz | Bahn | Nation    | Athlet           | Zeit (min) | Qualifikation    |
| ----- | ---- | --------- | ---------------- | ---------- | ---------------- |
| 1     | 2    | Estland   | Jüri Jaanson     | 7:13,74    | Halbfinale A/B/C |
| 2     | 3    | Bulgarien | Iwo Janakiew     | 7:28,97    | Hoffnungslauf    |
| 3     | 1    | Italien   | Matteo Stefanini | 7:31,54    | Hoffnungslauf    |
| 4     | 4    | Kenia     | Ibrahim Githaiga | 8:13,33    | Hoffnungslauf    |

## Hoffnungsläufe
Dienstag, 17. August 2004
- Qualifikationsnormen: Platz 1-2 -> Halbfinale A/B/C, ab Platz 3 ->Halbfinale D/E

### Hoffnungslauf 1
| Platz | Bahn | Nation      | Athlet                  | Zeit (min) | Qualifikation    |
| ----- | ---- | ----------- | ----------------------- | ---------- | ---------------- |
| 1     | 3    | Bulgarien   | Iwo Janakiew            | 6:52,51    | Halbfinale A/B/C |
| 2     | 2    | Niederlande | Dirk Lippits            | 7:01,39    | Halbfinale A/B/C |
| 3     | 4    | Peru        | Gustavo Salcedo Ramírez | 7:05,08    | Halbfinale D/E   |
| 4     | 1    | Indien      | Paulose Pandari Kunnel  | 7:29,47    | Halbfinale D/E   |

### Hoffnungslauf 2
| Platz | Bahn | Nation    | Athlet            | Zeit (min) | Qualifikation    |
| ----- | ---- | --------- | ----------------- | ---------- | ---------------- |
| 1     | 2    | Kuba      | Yuleidys Cascaret | 6:58,44    | Halbfinale A/B/C |
| 2     | 3    | Brasilien | Anderson Nocetti  | 7:03,08    | Halbfinale A/B/C |
| 3     | 4    | Chile     | Óscar Vásquez     | 7:06,51    | Halbfinale D/E   |
| 4     | 1    | Algerien  | Mohamed Aich      | 7:46,98    | Halbfinale D/E   |

### Hoffnungslauf 3
| Platz | Bahn | Nation         | Athlet              | Zeit (min) | Qualifikation    |
| ----- | ---- | -------------- | ------------------- | ---------- | ---------------- |
| 1     | 3    | Großbritannien | Ian Lawson          | 6:56,55    | Halbfinale A/B/C |
| 2     | 4    | Ägypten        | Ali Ibrahim         | 6:59,05    | Halbfinale A/B/C |
| 3     | 2    | Usbekistan     | Vladimir Chernenko  | 7:13,43    | Halbfinale D/E   |
| 4     | 1    | Paraguay       | Daniel Sosa Bertoni | 7:21,03    | Halbfinale D/E   |

### Hoffnungslauf 4
| Platz | Bahn | Nation            | Athlet        | Zeit (min) | Qualifikation    |
| ----- | ---- | ----------------- | ------------- | ---------- | ---------------- |
| 1     | 1    | Slowenien         | Davor Mizerit | 7:01,31    | Halbfinale A/B/C |
| 2     | 2    | Österreich        | Raphael Hartl | 7:06,21    | Halbfinale A/B/C |
| 3     | 3    | Chinesisch Taipeh | Wang Ming-hui | 7:09,99    | Halbfinale D/E   |

### Hoffnungslauf 5
| Platz | Bahn | Nation     | Athlet           | Zeit (min) | Qualifikation    |
| ----- | ---- | ---------- | ---------------- | ---------- | ---------------- |
| 1     | 3    | Australien | Craig Jones      | 7:06,13    | Halbfinale A/B/C |
| 2     | 2    | Hongkong   | Law Hiu Fung     | 7:10,72    | Halbfinale A/B/C |
| 3     | 1    | Südkorea   | Ham Jung-wook    | 7:11,38    | Halbfinale D/E   |
| 4     | 4    | Kenia      | Ibrahim Githaiga | 7:25,58    | Halbfinale D/E   |

### Hoffnungslauf 6
| Platz | Bahn | Nation  | Athlet           | Zeit (min) | Qualifikation    |
| ----- | ---- | ------- | ---------------- | ---------- | ---------------- |
| 1     | 3    | Schweiz | André Vonarburg  | 6:53,48    | Halbfinale A/B/C |
| 2     | 4    | China   | Su Hui           | 6:57,77    | Halbfinale A/B/C |
| 3     | 1    | Uruguay | Leandro Salvagno | 7:02,68    | Halbfinale D/E   |
| 4     | 2    | Italien | Matteo Stefanini | 7:08,91    | Halbfinale D/E   |

## Halbfinale
Mittwoch, 18. August 2004

### Halbfinale A/B/C
- Qualifikationsnormen: Plätze 1-2 ->Finale A, Plätze 3-4 ->Finale B, Plätze 5-6 ->Finale C

#### Halbfinale A/B/C 1
| Platz | Bahn | Nation      | Athlet             | Zeit (min) | Qualifikation |
| ----- | ---- | ----------- | ------------------ | ---------- | ------------- |
| 1     | 3    | Tschechien  | Václav Chalupa     | 6:59,39    | Finale A      |
| 2     | 4    | Argentinien | Santiago Fernández | 7:00,90    | Finale A      |
| 3     | 2    | Slowenien   | Davor Mizerit      | 7:04,07    | Finale B      |
| 4     | 5    | Australien  | Craig Jones        | 7:05,66    | Finale B      |
| 5     | 1    | Niederlande | Dirk Lippits       | 7:05,94    | Finale C      |
| 6     | 6    | China       | Su Hui             | 7:10,33    | Finale C      |

#### Halbfinale A/B/C 2
| Platz | Bahn | Nation      | Athlet           | Zeit (min) | Qualifikation |
| ----- | ---- | ----------- | ---------------- | ---------- | ------------- |
| 1     | 3    | Norwegen    | Olaf Tufte       | 6:50,55    | Finale A      |
| 2     | 5    | Bulgarien   | Iwo Janakiew     | 6:53,43    | Finale A      |
| 3     | 4    | Deutschland | Marcel Hacker    | 6:55,98    | Finale B      |
| 4     | 2    | Schweiz     | André Vonarburg  | 7:08,52    | Finale B      |
| 5     | 1    | Brasilien   | Anderson Nocetti | 7:11,90    | Finale C      |
| 6     | 6    | Ägypten     | Ali Ibrahim      | 7:14,58    | Finale C      |

#### Halbfinale A/B/C 3
| Platz | Bahn | Nation         | Athlet            | Zeit (min) | Qualifikation |
| ----- | ---- | -------------- | ----------------- | ---------- | ------------- |
| 1     | 4    | Estland        | Jüri Jaanson      | 6:47,36    | Finale A      |
| 2     | 3    | Belgien        | Tim Maeyens       | 6:50,33    | Finale A      |
| 3     | 5    | Großbritannien | Ian Lawson        | 6:57,55    | Finale B      |
| 4     | 2    | Kuba           | Yuleidys Cascaret | 6:58,35    | Finale B      |
| 5     | 6    | Österreich     | Raphael Hartl     | 6:58,67    | Finale C      |
| 6     | 1    | Hongkong       | Law Hiu Fung      | 7:17,52    | Finale C      |

### Halbfinale D/E
- Qualifikationsnormen: Plätze 1-3 ->Finale D, ab Platz 4 ->Finale E

#### Halbfinale D/E 1
| Platz | Bahn | Nation            | Athlet                  | Zeit (min) | Qualifikation |
| ----- | ---- | ----------------- | ----------------------- | ---------- | ------------- |
| 1     | 3    | Peru              | Gustavo Salcedo Ramírez | 7:09,06    | Finale D      |
| 2     | 5    | Italien           | Matteo Stefanini        | 7:10,34    | Finale D      |
| 3     | 4    | Usbekistan        | Vladimir Chernenko      | 7:13,21    | Finale D      |
| 4     | 2    | Chinesisch Taipeh | Wang Ming-hui           | 7:14,79    | Finale E      |
| 5     | 6    | Algerien          | Mohamed Aich            | 7:22,05    | Finale E      |
| 6     | 1    | Kenia             | Ibrahim Githaiga        | 7:40,78    | Finale E      |

#### Halbfinale D/E 2
| Platz | Bahn | Nation   | Athlet                 | Zeit (min) | Qualifikation |
| ----- | ---- | -------- | ---------------------- | ---------- | ------------- |
| 1     | 2    | Uruguay  | Leandro Salvagno       | 7:24,41    | Finale D      |
| 2     | 4    | Chile    | Óscar Vásquez          | 7:27,11    | Finale D      |
| 3     | 3    | Südkorea | Ham Jung-wook          | 7:33,70    | Finale D      |
| 4     | 5    | Paraguay | Daniel Sosa Bertoni    | 7:36,87    | Finale E      |
| 5     | 1    | Indien   | Paulose Pandari Kunnel | 7:48,38    | Finale E      |

## Finale

### A-Finale
Samstag, 21. August 2004, 8:50 Uhr MESZ

Anmerkung: zur Ermittlung der Plätze 1 bis 6
| Platz | Bahn | Nation      | Athlet             | Zeit (min) |
| ----- | ---- | ----------- | ------------------ | ---------- |
| 1     | 3    | Norwegen    | Olaf Tufte         | 6:49,30    |
| 2     | 4    | Estland     | Jüri Jaanson       | 6:51,42    |
| 3     | 6    | Bulgarien   | Iwo Janakiew       | 6:52,80    |
| 4     | 2    | Argentinien | Santiago Fernández | 6:55,17    |
| 5     | 5    | Tschechien  | Václav Chalupa     | 6:59,13    |
| 6     | 1    | Belgien     | Tim Maeyens        | 7:01,74    |

### B-Finale
Donnerstag, 19. August 2004, 10:20 Uhr MESZ

Anmerkung: zur Ermittlung der Plätze 7 bis 12
| Platz | Bahn | Nation         | Athlet            | Zeit (min) |
| ----- | ---- | -------------- | ----------------- | ---------- |
| 7     | 2    | Deutschland    | Marcel Hacker     | 6:47,26    |
| 8     | 1    | Schweiz        | André Vonarburg   | 6:52,88    |
| 9     | 4    | Slowenien      | Davor Mizerit     | 6:55,64    |
| 10    | 3    | Großbritannien | Ian Lawson        | 6:57,63    |
| 11    | 6    | Australien     | Craig Jones       | 6:58,48    |
| 12    | 5    | Kuba           | Yuleidys Cascaret | 6:58,61    |

### C-Finale
Donnerstag, 19. August 2004, 11:30 Uhr MESZ

Anmerkung: zur Ermittlung der Plätze 13 bis 18
| Platz | Bahn | Nation      | Athlet           | Zeit (min) |
| ----- | ---- | ----------- | ---------------- | ---------- |
| 13    | 3    | Brasilien   | Anderson Nocetti | 6:53,64    |
| 14    | 5    | Ägypten     | Ali Ibrahim      | 6:55,34    |
| 15    | 6    | China       | Su Hui           | 6:57,42    |
| 16    | 2    | Niederlande | Dirk Lippits     | 6:58,20    |
| 17    | 4    | Österreich  | Raphael Hartl    | 7:00,75    |
| 18    | 1    | Hongkong    | Law Hiu Fung     | 7:10,75    |

### D-Finale
Donnerstag, 19. August 2004, 11:50 Uhr MESZ

Anmerkung: zur Ermittlung der Plätze 19 bis 24
| Platz | Bahn | Nation     | Athlet                  | Zeit (min) |
| ----- | ---- | ---------- | ----------------------- | ---------- |
| 19    | 2    | Italien    | Matteo Stefanini        | 6:57,16    |
| 20    | 4    | Uruguay    | Leandro Salvagno        | 7:01,33    |
| 21    | 3    | Peru       | Gustavo Salcedo Ramírez | 7:03,24    |
| 22    | 6    | Südkorea   | Ham Jung-wook           | 7:10,44    |
| 23    | 5    | Chile      | Óscar Vásquez           | 7:10,75    |
| 24    | 1    | Usbekistan | Vladimir Chernenko      | 7:23,56    |

### E-Finale
Donnerstag, 19. August 2004, 12:00 Uhr MESZ

Anmerkung: zur Ermittlung der Plätze 25 bis 29
| Platz | Bahn | Nation            | Athlet                 | Zeit (min) |
| ----- | ---- | ----------------- | ---------------------- | ---------- |
| 25    | 3    | Chinesisch Taipeh | Wang Ming-hui          | 7:07,84    |
| 26    | 4    | Paraguay          | Daniel Sosa Bertoni    | 7:13,49    |
| 27    | 2    | Indien            | Paulose Pandari Kunnel | 7:22,63    |
| 28    | 5    | Algerien          | Mohamed Aich           | 7:25,49    |
| 29    | 1    | Kenia             | Ibrahim Githaiga       | 7:29,02    |